# Comuna Pucheni, Dâmbovița
Pucheni este o comună în județul Dâmbovița, Muntenia, România, formată din satele Brădățel, Meișoare, Pucheni (reședința), Valea Largă și Vârfureni.

## Geografie

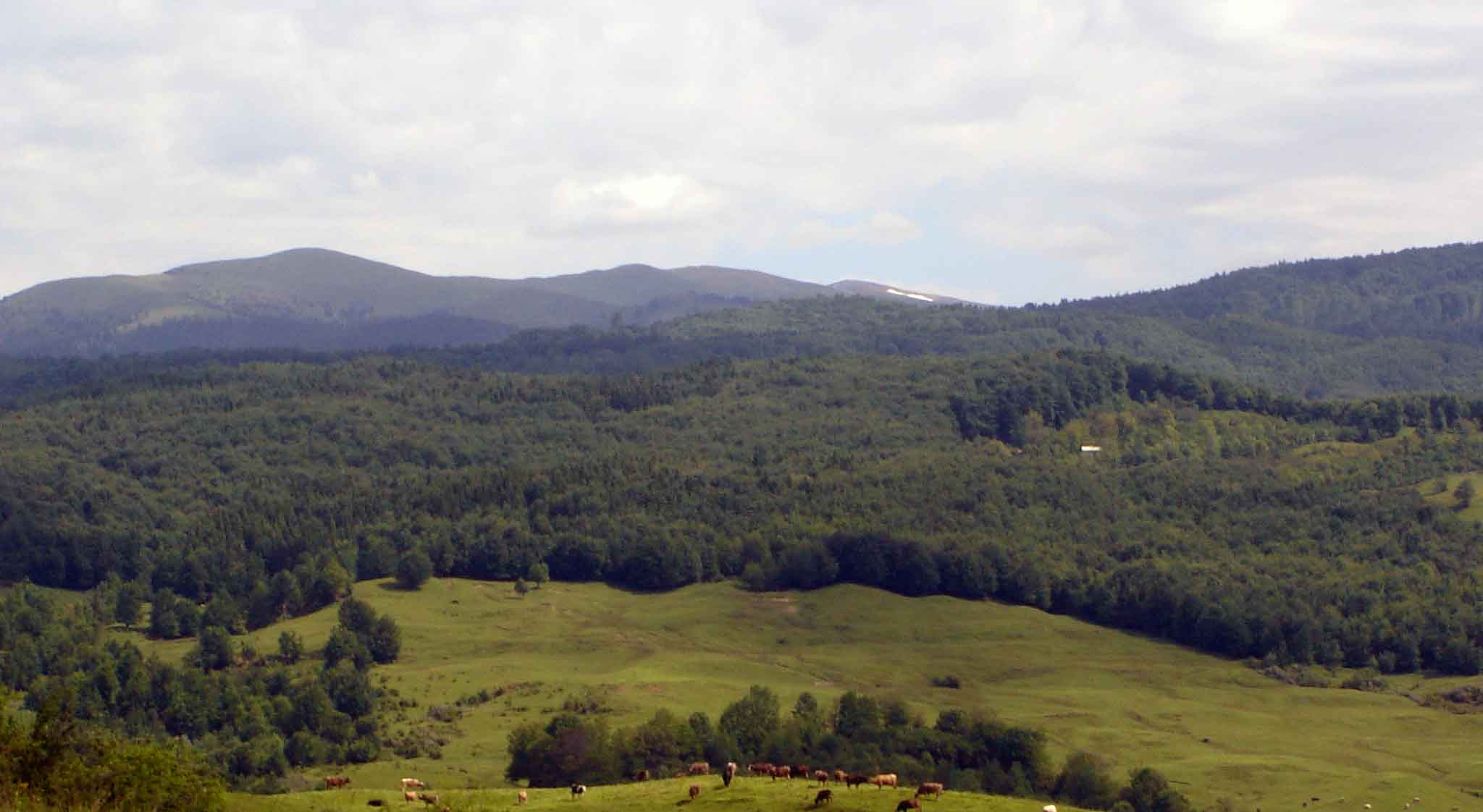
Munții Leaota văzuți din Vărfureni

Comuna Pucheni este situată în zona internă a Subcarpaților Ialomiței, la poalele munților Leaota, în partea de nord-vest a județului, la limita cu județul Argeș. Se află la o distanță de 45 km de municipiul Târgoviște și 39 km de municipiul Câmpulung-Muscel.
Teritoriul comunei este străbătut de apele pârâului Valea Largă.
Comuna are o suprafață de 35,2 km², fiind formată din satele: Pucheni, reședință a comunei, Brădățel, Meișoare, Valea Largă, Vârfureni (Neculăești).
Este deservită de șoseaua județeană DJ724, care o leagă de DN72 la Capu Coastei.

## Demografie
Componența etnică a comunei Pucheni
     Români (94,03%)
     Alte etnii (0%)
     Necunoscută (5,97%)
Componența confesională a comunei Pucheni
     Ortodocși (91,4%)
     Evanghelici (1,16%)
     Alte religii (1,22%)
     Necunoscută (6,23%)
Conform recensământului efectuat în 2021, populația comunei Pucheni se ridică la 1.558 de locuitori, în scădere față de recensământul anterior din 2011, când fuseseră înregistrați 1.861 de locuitori. Majoritatea locuitorilor sunt români (94,03%), iar pentru 5,97% nu se cunoaște apartenența etnică. Din punct de vedere confesional, majoritatea locuitorilor sunt ortodocși (91,4%), cu o minoritate de evanghelici (1,16%), iar pentru 6,23% nu se cunoaște apartenența confesională.

## Politică și administrație
Comuna Pucheni este administrată de un primar și un consiliu local compus din 11 consilieri. Primarul, Corneliu Nistor[*], de la Partidul Social Democrat, este în funcție din octombrie 2020. Începând cu alegerile locale din 2024, consiliul local are următoarea componență pe partide politice:
|  | Partid                    | Consilieri | Componența Consiliului | Componența Consiliului | Componența Consiliului | Componența Consiliului | Componența Consiliului | Componența Consiliului | Componența Consiliului | Componența Consiliului |
|  | ------------------------- | ---------- | ---------------------- | ---------------------- | ---------------------- | ---------------------- | ---------------------- | ---------------------- | ---------------------- | ---------------------- |
|  | Partidul Social Democrat  | 8          |                        |                        |                        |                        |                        |                        |                        |                        |
|  | Partidul Național Liberal | 3          |                        |                        |                        |                        |                        |                        |                        |                        |

### Evoluție istorică
Satul Pucheni avea la 1810 o populație de 130 (78 de bărbați și 52 de femei), care trăiau în 39 de case, toții locuitorii fiind români. În anul 1835 erau 162 de gospodării. La 1937, în comună erau 515 familii, în total 2348 de locuitori. La recensământul din anul 1970, populația comunei era de 2347 de locuitori (1047 de bărbați și 1273 de femei), repartizați astfel pe sate: Pucheni 64,1%, Brădățel 3,4%, Meișoare 11,1%, Valea Largă 14,1%, Vârfureni 7,3%.
În anul 2000, populația comunei era de 2231 de locuitori (1122 de bărbați și 1109 femei). În 2002, populația scăzuse la 2228 locuitori, dintre care 1110 bărbați și 1118 femei, densitatea fiind de 63,3 locuitori/km2.

## Toponimie
Toponimul Pucheni derivă de la numele căpitanului Pucheanu din oastea lui Mihai Viteazul, care pentru vitejia lui și a oștenilor lui secui au fost împroprietariți in această zonă. Prezența voievodului în această zonă este reală deoarece a construit o biserică în satul vecin Bărbuleț. Mihai Viteazul a dăruit moșii familiei ciobanului Ploaie întemeind orașul Ploiești. Lângă Ploiești se află mai multe localități cu nume similare, întemeiate de ciobanii din Pucheni Dâmbovița. Cercetătorul dr. Mailat a consemnat într-un articol că rădăcina Puch, conform unui dicționar german înseamnă scobitură sau găvan, deci Pucheni este o așezare situată într-o scobitură. Primul munte de lângă Pucheni se numește Găvana, de la cuvântul ”găvan”.

## Istorie, cultură și învățământ
Mare parte din locuitorii comunei, mai puțin din satele aparținătoare, sint la origine secui din oastea lui Mihai Viteazul, rămași aici dupa incetarea luptelor - vezi nume ca Hoaghea, Boroșoiu, etc, care nu se găsesc in alte localitați.
În satul Vârfureni au fost descoperite urmele unei așezări datând din Epoca Bronzului.
Satele sunt atestate documentar încă din secolele trecute: Pucheni la 1564, sat moșenesc; satele Valea Largă, Meișoare, Vârfureni, în secolul al XIX-lea.
Biserica satului Pucheni datează din secolul al XVIII-lea; este menționată la 1810, cu hramul Toți Sfinții, preoți fiind Dumitru și Marin, de neam ungurean (transilvăneni). În anul 1937 slujea preotul Stelian Blidaru. Între anii 1970 - 1999 a slujit preotul profesor Chițulescu Georgică, fiu al satului, care a efectuat reparația generală a bisericii și a construit clopotnița. Învățământul în satul Pucheni este menționat în anul 1838, învățător fiind Ion Rădulescu.
La sfârșitul secolului al XIX-lea, comuna făcea parte din plasa Argeșelul a județului Muscel și avea în compunere satele Pucheni și Valea Largă, cu o populație de 1035 de locuitori ce trăiau în 206 case. În comună funcționau trei făcaie de moară, o școală și o biserică veche, reparată în 1844.
În 1925, comuna este consemnată de Anuarul Socec în aceeași plasă, având în compunere satele Meișoarele, Pucheni și Valea Largă și cătunul Nicolaești, în total având 1582 de locuitori.
În 1950, județul Muscel s-a desființat, iar comuna a trecut în administrarea raionului Muscel din regiunea Argeș. În 1968, s-a revenit la organizarea pe județe, dar județul Muscel nu a mai fost reînființat, comuna fiind transferată județului Dâmbovița.
În anul școlar 1970-1971, într-un local modern de școală funcționau cursurile claselor I-VIII, o grădiniță de copii, iar în fiecare sat al comunei erau școli cu clasele I-IV. În același an erau în activitate căminul cultural, biblioteca publică, un cinematograf, o circumscripție medicală, cel mai apropiat spital fiind în comuna Voinești.
Mari proprietari de pământuri în comună au fost familia Brâncoveanu, Eliza Bibescu, Ion Filipescu, Gogoșoaia din Cetățeni și Grigorescu.

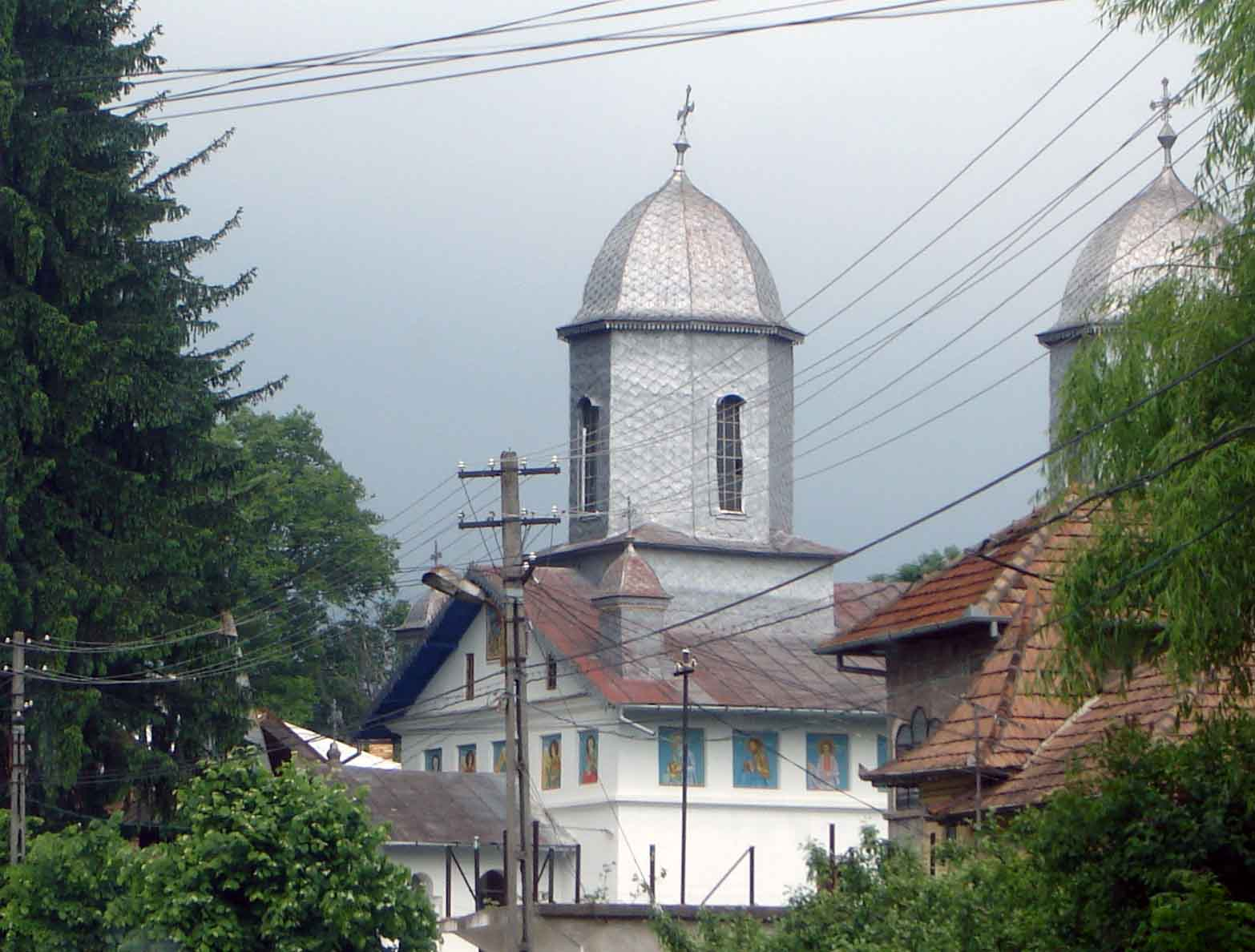
Biserica Pucheni in 2006

## Transporturi
Cu reședința județului are legătură prin drumul județean 724 (care vine de la Malu cu Flori) și drumul național 72A (Câmpulung-Muscel-Târgoviște). Pe calea ferată, cea mai apropiată stație CFR este la Câmpulung.

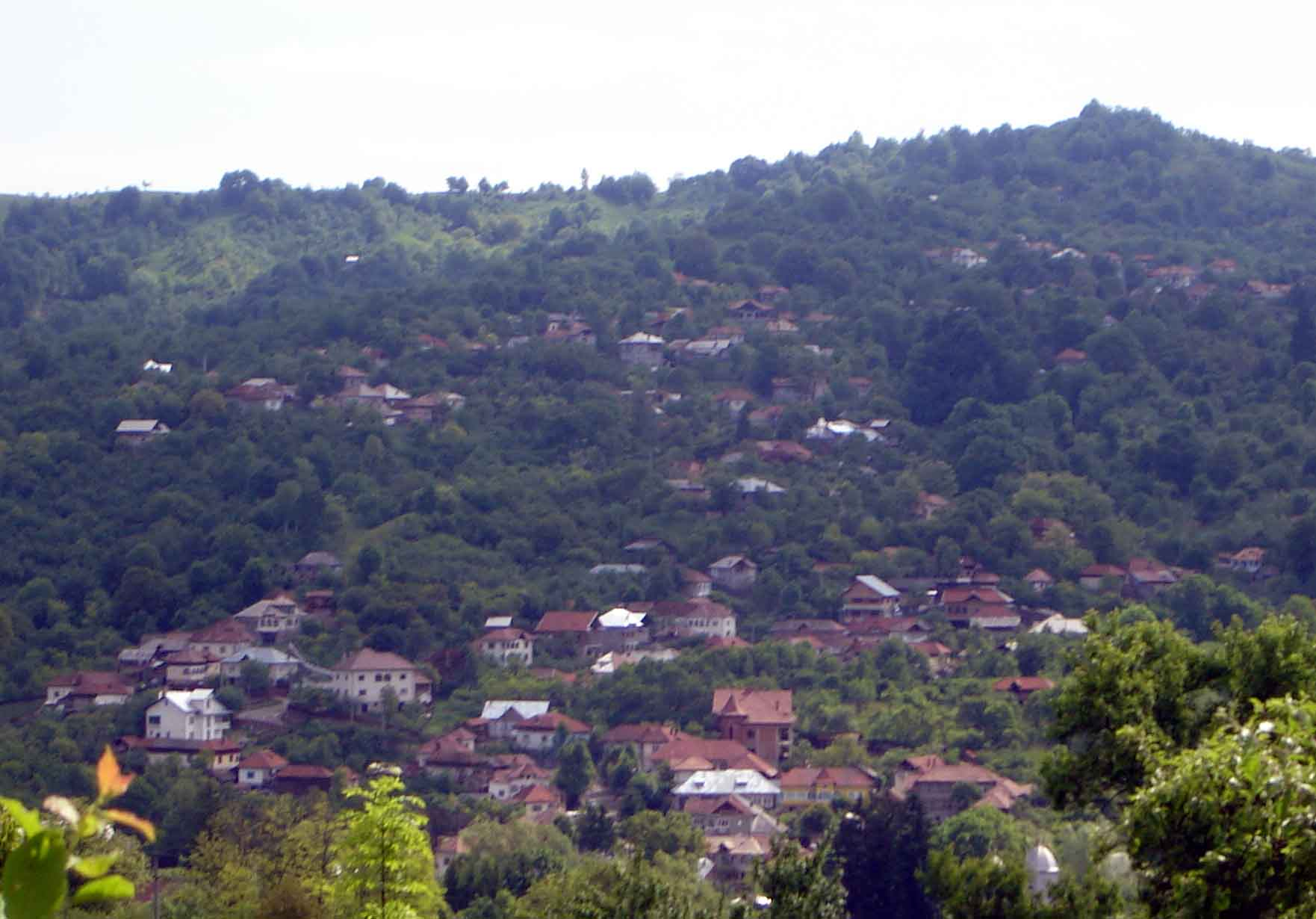
Satul Pucheni văzut din Vărfureni

## Economie
| Modul de utilizare a terenurilor | Suprafața (hectare) | Procentul din suprafața totală |
| -------------------------------- | ------------------- | ------------------------------ |
| Ternuri arabile                  | 47                  | 1,34%                          |
| Pășuni și fânețe                 | 1624                | 46,16%                         |
| Livezi                           | 169                 | 4,6%                           |
| Păduri                           | 1516                | 43,09%                         |
| Alte categorii                   | 162                 | 4,6%                           |

Fondul de locuințe este de 909. În sate activează zece unități economice ce vizează industria alimentară, construcțiile, comerțul, transporturile etc.
În gospodăriile personale se găsesc: 1060 de bovine, 810 porcine, 960 de ovine, 7896 de păsări.